# Hugo Boss (modeontwerper)
Hugo Ferdinand Boss (Metzingen, 8 juli 1885 – aldaar 9 augustus 1948) was een Duits modeontwerper en de oprichter van het kledingbedrijf Hugo Boss. 

## Vroege leven
Boss werd geboren als zoon van Heinrich en Luise Boss. Na enige tijd in de leer geweest te zijn en een jaar gewerkt te hebben richtte hij zijn eigen bedrijf op in Metzingen in 1923.

## Steun aan het nationaalsocialisme
Boss werd in 1931 lid van de Nationaalsocialistische Duitse Arbeiderspartij, twee jaar voordat Hitler aan de macht kwam.
In het derde kwartaal van 1932 werd het volledig zwarte SS uniform, bedoeld om de bruine hemden van de SA te vervangen, ontworpen door SS-Oberführer Karl Diebitsch en grafisch ontwerper Walter Heck. Het bedrijf van Hugo Boss produceerde deze zwarte uniformen samen met de bruine SA-hemden en de zwart-bruine uniformen van de Hitlerjugend.
Een aantal van zijn medewerkers waren Franse en Poolse krijgsgevangenen, die dwangarbeid moesten verrichten.
Na de Tweede Wereldoorlog werd Boss beboet voor zijn steun aan het nazisme en kreeg een stemverbod. 
Hugo Boss overleed in 1948 aan de gevolgen van een tandabces.
- Gemeinsame Normdatei: 1012405699
- Virtual International Authority File: 171925612
- WorldCat: E39PBJfWXC3XqmT878WtBJwV4q